# Площадь Нации
Площадь Нации (фр. Place de la Nation) — одна из площадей Парижа.
Площадь Нации, представляющая из себя круг диаметром 252 м, расположена в восточной части Парижа, между площадью Бастилии и Венсенским лесом, на границе XI и XII округов. Широко известная тем, что во время Революции здесь наиболее активно применялось гильотирование. Нынешнее название площадь получила в честь французской нации, в День взятия Бастилии, 14 июля 1880 года, во времена Третьей республики. До этого площадь называлась Плас-дю-Трон.
Площадь включает в себя большую бронзовую скульптуру Эме-Жюля Далу «Триумф Республики», изображающую символ Франции Марианну. На площади находится станция парижского метро Nation.
Пространство, которое сейчас является площадью Нации, впервые появилось 26 августа 1660 года по случаю торжественного выхода Людовика XIV и его жены Марии Терезии после их свадьбы в Сен-Жан-де-Люз 9 июня 1660 года. На этом месте был воздвигнут трон, а местность впоследствии станет известна как Place du Trone («Тронная площадь»). В 1669 году Жан-Батист Кольбер предлагал построить на площади массивную четырёхколонную триумфальную арку по проекту Клода Перро. В 1670-е на площади были установлены каменный фундамент и нижние конструкции, но с 1680-х гг строительство прекратилось. В 1716 году после смерти Людовика XIV остатки были снесены. Несостоявшийся проект известен жаркими спорами, на каком языке должны быть надписи, прославляющие короля, на латинском или французском.
Во время революции 10 августа 1792 года площадь была переименована в Place du Trône-Renversé («Площадь опрокинутого трона»). В южной части площади, рядом с Павильоном Закона, была установлена гильотина. Казнённых там хоронили на близлежащем кладбище Пикпюс (среди них — Андре Шенье, Сесиль Рено, Анри Адмира, 16 мучениц Компьена).
Центральный памятник Триумф Республики представляет собой бронзовую скульптуру, созданную Эме-Жюлем Далу. Он был воздвигнут в ознаменование столетия Революции сначала из гипса в 1889 году, а затем из бронзы в 1899 году. Фигура Марианны, олицетворяющей Республику, стоит на земном шаре в колеснице, запряжённой львами и окружённой различными символическими фигурами. Она смотрит в сторону площади Бастилии. Когда памятник был установлен, его окружал большой пруд. Некоторые скульптуры, в частности аллигаторов, были сняты во время нацистской оккупации Парижа  и переплавлены.

## Улицы
Авеню-дю-Трон проходит через площадь Нации, после продолжаясь до Венсенских ворот через Венсенскую улицу. Далее по часовой стрелке от неё:
- авеню дю Бель-Эйр;
- улица Фабр-д'Эглантин;
- улица Жокур;
- Дориан Авеню;
- Бульвар Дидро;
- улица дю Фобур-Сен-Антуан, ведущая к площади Бастилии;
- бульвар Вольтера, ведущий к площади Республики;
- проспект Филиппа-Огюста, ведущий к кладбищу Пер-Лашез;
- улица Тунис;
- авеню де Бувин;
- авеню де Тайбур.